# Mehrkernemodell

Mehrkernemodell von Harris und Ullman

Das Mehrkernemodell von Chauncy Harris und Edward Ullman aus dem Jahr 1945 gehört neben dem Ringmodell oder Kreismodell von Ernest Burgess (1925/1929) und dem Sektorenmodell von Homer Hoyt (1939) zu den klassischen Modellen der Stadtentwicklung. Im Gegensatz zu ihren Vorgängern gehen Harris und Ullman davon aus, dass mit der Größe der Stadt auch die Anzahl ihrer Kerne zunimmt. Während Hoyt und Burgess die Stadtmitte als einzigen Kern einer Stadt definierten, werden im Mehrkerne-Modell auch peripher gelegene Geschäftszentren (z. B. Einkaufszentren), Kulturzentren oder Parks als solche angesehen. Die verschiedenen Kerne einer Stadt zeichnen sich durch meist unterschiedliche Nutzung aus und variieren in Größe und Bedeutung.
Auf Grund seiner Annahme, dass eine Stadt mehrere Bereiche zentralörtlicher Funktionen aufweist, wird dieses Modell der Wirklichkeit mehr gerecht als die von Burgess und Hoyt. Kritisiert wird allerdings, dass Harris und Ullman den Begriff „Kern“, damit ist der Stadtkern gemeint, in diesem Zusammenhang nicht genau definiert haben.

## Weiterführende Literatur
- Elisabeth Lichtenberger: Harris and Ullman's "The Nature of Cities": The Paper's Historical Context and Its Impact on Further Research. In: Urban Geography. Band 18, Nr. 1, 1997, S. 7–14, doi:10.2747/0272-3638.18.1.7 (Teil des Themenhefts Chauncy Harris and Edward Ullman, "The Nature of Cities": A Fiftieth Year Commemoration).